# Вакареску, Алеку
Але́ку Вакаре́ску (Вэкэреску) (рум. Alecu Văcărescu ; 1767—1799) — румынский поэт.

## Биография
Представитель валашского боярского рода — Вакареску. Старший сын Енакица Вакареску, поэта, автора первой румынской грамматики. Отец Янку Вакареску, поэта, переводчика, деятеля национального и культурного возрождения Валахии.
Их родственницей была Елена Вакареску (1864—1947), румынско-французская писательница, поэтесса, переводчица, дипломат.
По приказу Господаря Валахии Александра Мурузи, Алеку Вакареску был сослан в Тулча, где и умер в заключении из-за особо тяжёлых условий, введённых в местной тюрьме.

## Творчество
Поэт эпохи маньеризма .
Писал на румынском и греческом языках. Автор анакреонтических и элегических стихотворений. Как и его отец Енакица Вакареску является основоположником румынской лирики, утверждавшей право человека на чувство.
Создавал поэзию под влиянием произведений Ригаса Фереоса.
Пользовался псевдонимом Vacarescologlu.
Большинство из его стихов утеряно.